# Unión Popular
Unión Popular är en ort i Mexiko.   Den ligger i kommunen Tapachula och delstaten Chiapas, i den sydöstra delen av landet, 900 km sydost om huvudstaden Mexico City. Unión Popular ligger 133 meter över havet och antalet invånare är 151.
Terrängen runt Unión Popular är lite kuperad. Runt Unión Popular är det ganska tätbefolkat, med 239 invånare per kvadratkilometer. Närmaste större samhälle är Tapachula, 3,7 km nordost om Unión Popular. Trakten runt Unión Popular består till största delen av jordbruksmark.